# Alexe Rău
Alexe Rău (n. 23 decembrie 1953, Larga, raionul Briceni – d. 8 aprilie 2015) a fost un bibliolog, poet, eseist și filosof al culturii din Republica Moldova.

## Biografie
Alexe Rău s-a născut în 23 decembrie 1953, în comuna Larga, raionul Briceni Republicii Moldova, în familia lui Alexa Rău și Olița Cernopisca. A decedat în 8 aprilie 2015. În 1975 a absolvit Facultatea de Biblioteconomie și Bibliografie a Universității de Stat din Chișinău. A lucrat un an lector universitar la aceeași facultate. Începând cu 1976 se încadrează în structurile Bibliotecii Naționale. A deținut mai multe funcții și a urcat mai multe trepte ierarhice atât în cadrul Bibliotecii Naționale, cât și în cel al Ministerului Culturii, în 1992 fiind numit în funcția de director general al Bibliotecii Naționale.
Alexe Rău a inițiat și contribuit la desfășurarea, în condițiile interdicțiilor puse de regimul comunist, a Festivalului de carte și poezie Eminesciana (1985-1986), fiind și unul dintre fondatorii Patrimoniului: Almanahul bibliofililor din Moldova (1977-1981). A înființat Calendarul bibliotecarului, care în anul 2000 devine Calendar Național. A elaborat, cu o echipă de experți, Programul Național de reformare a bibliotecilor din țară, de depozitare și orientare a acestor importante instituții spre valorile naționale perene și modelul strategic al sistemului național de biblioteci. A elaborat concepția și a inițiat înființarea Consiliului Biblioteconomic Național și Școala de Biblioteconomie din Moldova. 
Lui Alexe Rău i se datorează, de asemenea, inițierea Salonului Național de Carte (în 2014 s-a desfășurat cea de-a XXIII-ea ediție); inițierea și organizarea simpozioanelor Anul bibliologic și Valori bibliofile, elaborarea Programului Național Memoria Moldovei, înființarea Ateneului Moldova, a Clubului biblioteconomiștilor din Moldova și inițierea editării colecției de monografii și eseuri intitulată Clio și Biblon etc. 
Alexe Rău a elaborat concepția nouă, europeană a Bibliotecii Naționale a Republicii Moldova, care se implementează în cadrul reformei principale a acestei instituții demarată în 1992, odată cu instalarea sa în postul de director general al acestei instituții. Este fondatorul și a fost redactor șef al primei reviste de specialitate din Basarabia - Magazin Bibliologic. 
Este autorul unor proiecte de anvergură în biblioteconomia Moldovei: SIBIMOL (sistemul integrat al bibliotecilor informatizate din Moldova), Biblioteca Numerică a Republicii Moldova - Moldavica, Biblioteca Numerică - Memoria Moldovei ș.a.

Fiind și un remarcabil om de cultură, Alexe Rău și-a dedicat timpul și scrierii. Practica toate genurile literare, iar în anul 1995 devine membru al Uniunii Scriitorilor din Moldova. 14 ani mai târziu îi este oferit titlul de membru al Uniunii Scriitorilor din România. Debutează editorial cu placheta Spune ceva (1993). Alte volume de poezie: Uniluconul (1997), Nuca lui Newermore (Timișoara, 1999).

Alexe Rău este autorul a peste 820 de studii, articole, eseuri publicate în culegeri și ediții periodice de specialitate din Moldova, România, Rusia, Iugoslavia, SUA, Austria, Franța, Serbia, Canada, Belarus, Ucraina, țări în care a susținut discursuri și comunicări la conferințe, simpozioane, seminare, colocvii de specialitate.
A redactat publicația Datina Creștină. A fost redactor șef al Gazetei bibliotecarului și îngrijitorul mai multor volume de carte, unele deosebit de importante pentru țara noastră.

A fost protagonistul rubricii Univers filosofic din emisiunea „Cultura azi” de la TV Moldova1.

În perioada directoratului lui Alexe Rău, în anul 2012 Biblioteca Națională a Republicii Moldova a fost decorată cu Ordinul Republicii, în semn de înaltă apreciere a meritelor deosebite în dezvoltarea Sistemului Național de biblioteci și pentru contribuție la salvgardarea patrimoniului național documentar.
Postmortem au apărut cărțile: „Sângele și apa” (Chișinău: Dragiștea, 2015); „Din manuscrisele lui Alexe Rău” (Chișinău, 2015); „Eglogi pariziene” (Chișinău, 2015); „Alexe Rău, Omul oglindirii polivalente”; „Ontologia scrisului” (Chișinău: BNRM, 2016). Membru al Uniunii Scriitorilor din Moldova (1995) și al Uniunii Scriitorilor din România (2010).

## Distincții
Contribuția lui Alexe Rău la dezvoltarea culturii Republicii Moldova a fost apreciată la nivel național și internațional, devenind astfel deținătorul următoarelor titluri onorifice:
- Ordinul pentru merit în grad de comandor al României (2002)[2]
- Diploma UNESCO (2002)
- Medalia UE (200)
- Medalia de Aur a Fondului de Excelență din Geneva (2005)
- Ordinul de Onoare al Republicii Moldova (2010)
- Om emerit al Republicii Moldova (2012)[3]
- Trofeul UNESCO (2012)
- Medalia „Meritul Civic” (1996)[4]
- Medalia „Mihai Eminescu”[4]
- Diploma Uniunii Europene „Manager of XXI century”
- Premiul Fundației Culturale Române pentru cartea Jurnal parizian în cadrul Anul Literar 2001[5]
- Premiul „Octavian Goga” pentru cercetări în domeniul bibliologiei (Cluj, 1997)[5]
- Premiul „Penița de aur” al revistei „Biblioteca” din București pentru eseistică bibliologică[3]
- Premiul pentru debut la Salonul de carte de la Cluj și Iași (1994)[5]
- Premiul pentru eseu al Uniunii Scriitorilor din Moldova (2004)[6]

## Opera
- Spune ceva, Chișinău, 1993
- Uniluconul, Chișinău, 1997
- Nuca lui Nevermore, Timișoara, 1999
- Există și un Dumnezeu al bibliologiei, Chișinău, 2001
- Jurnal parizian, Chișinău, 2001
- Ochiul din oglinda paginii, Chișinău, 2002
- Pe noi nouă adu-ne, Chișinău, 2003
- Magister dixit, Chișinău, 2004
- Absența e mai mare ca prezența, Chișinău, 2006
- Un fir de plumb atârnat de un lucru fragil și înaripat, Chișinău, 2007
- Scrisul ca expresie a conștiinței și cale de cunoaștere a ființării (Autoreferatul tezei de doctor în filosofie), Chișinău, 2010
- Dialoguri, Chișinău, 2011
- La verbvedere: eseuri, Chișinău, 2012
- 101 poeme, București, 2012
- Podul Mirabeau (poeme), Chișinău, 2013
- Scherzo pentru regele Franței, Iași, 2014
- Sângele și apa, Chișinău, 2015
- Din Manuscrisele lui Alexe Rău, Chișinău, 2015
- Ontologia scrisului, Chișinău, 2016

## Citate
„Alexe Rău a fost unul dintre cărturarii importanți, deosebiți pe care Basarabia i-a dat în sec. XX. O personalitate care a reușit să așeze, să statornicească o instituție într-o perioadă neașezată”. Valeriu Matei

„Alexe Rău credea că prin carte Basarabia va renaște. El credea că cetatea cărții − biblioteca ne apără de invazii ostile, de invazia asupra istoriei noastre, de invazia asupra sufletului nostru. Cu 25 de ani în urmă, în acele vremuri de răscruce când l-am numit director al Bibliotecii „Krupskaia, el a realizat un miracol: biblioteca din cea mai ideologizată instituție s-a transformat într-un centru de cultură, de culturalizare a publicului larg. Cine îl poate înlocui pe Alexe Rău? După spusele marelui poet român, Mihai Eminescu: Dragă Bibliotecă Națională, „La trecutu-ți mare, mare viitor” Ion Ungureanu, fost ministru al Culturii și Cultelor, Artist al Poporului

„Plăsmuite în interiorul unei personalități bibliologice și biblioteconomice de  mare valoare, scrise cu știință scriitoricească, dialogurile lui Alexe Rău sunt o pată de culoare în peisajul publicațiilor de specialitate de la noi, ne resuscită și ne surprind mentalitatea, înnobilează (platonic) profesia noastră.” Emil Vasilescu

„Alexe Rău este un profesionist cu vederi largi și înalte, fiind, la ora actuală, cel mai important generator de idei bibliologice și biblioteconomice din Republica Moldova, o bună parte din ele reprezentând elemente de noutate pe plan internațional”. David Case, SUA

„Contribuțiile sale la dezvoltarea biblioteconomiei și, implicit, a științelor filosofice legate nu doar de dimensiunea teoretică, descriptivă și explicativă a acestora, ci și de dimensiunea lor practică, aplicativă. Astfel, activitatea de cercetare științifică pe care a desfășurat-o, complementară celei manageriale de bibliotecă, s-a situat întotdeauna la un înalt nivel calitativ. Prin comunicările științifice susținute și, mai ales, prin studiile și lucrările proprii a oferit practicienilor și teoreticienilor contribuții științifice importante pentru dezvoltarea practicii și teoriei biblioteconomice”. Dr. Silvia Ghinculov

„Poezia lui Alexe Rău este cuminte și vie totodată, cu pliere elegantă a observației, a meditației, a contemplării pe metafore și texte anterioare din Biblie, din textele reper ale literaturii universale, dar toate acestea se întâmplă de o manieră inconfundabilă”. Maria Șleahtițchi

Cartea „Uniluconul” de Alexe Rău s-a încadrat în procesul creșterii valorilor noastre estetice și morale și ale limbii românești”. Ion Ciocanu